# Erdemli
Erdemli – miasto w Turcji w prowincji Mersin.
Według danych na rok 2011 miasto zamieszkiwało 48 606 osób.